# Colomiers
Colomiers (okzitanisch: Colomèrs) ist eine französische Gemeinde mit 40.916 Einwohnern (Stand 1. Januar 2022) im Département Haute-Garonne in der Region Okzitanien; sie gehört zum Arrondissement Toulouse und zum Kanton Toulouse-7. Colomiers ist (nach Toulouse) die zweitgrößte Stadt des Départements. Das Gemeindegebiet wird vom Fluss Aussonnelle durchquert.

## Bevölkerungsentwicklung
- 1962: 04.607
- 1968: 10.584
- 1975: 20.126
- 1982: 23.326
- 1990: 26.979
- 1999: 28.538
- 2006: 35.127
- 2017: 38.951

## Verkehr
Colomiers hat einen Bahnhof an der Bahnstrecke Saint-Agne–Auch und wird im Regionalverkehr von Zügen des TER Occitanie bedient.

## Sehenswürdigkeiten
- Kirche Sainte-Radegonde
- Römische Villa in Gramont

## Sport
Sowohl die Fußballer als auch die Rugbyspieler der US Colomiers treten in oberen Ligen ihrer jeweiligen Sportart an.

## Persönlichkeiten
- Dominique Arribagé (* 1971), Fußballer